# Clifford Mayes
 (janvier 2014).
Si vous disposez d'ouvrages ou d'articles de référence ou si vous connaissez des sites web de qualité traitant du thème abordé ici, merci de compléter l'article en donnant les références utiles à sa vérifiabilité et en les liant à la section « Notes et références ».
Clifford Mayes, né en 1953 au Royaume-Uni, est un professeur d'université en sciences de l'éducation à l'université Brigham Young.

## Biographie
Il a un doctorat de l'université de Caroline du Sud et est professeur à l'université mormone d'Utah, l'université Brigham Young. 
Il se revendique comme pédagogue jungien et prône une éducation inspirée par la psychologie analytique théorisée par Carl Gustav Jung. Il s'est fait connaître en posant les bases d'une théorie pédagogique, basée sur les travaux de Carl Gustav Jung, sous le nom d'« archetypal pedagogy». 

## Citations
« L'éducation doit se faire avec esprit mais avec l'esprit de l'étudiant et du professeur. Ceux qui enseignent savent ceci instinctivement. »
« Pourtant nombreux sont ceux qui ne connaissent pas, plusieurs des processus enjeux et exigés par la pratique éducative à tous les niveaux.

Et ils ne considèrent pas cet état des plus fondamentaux à l'environnement d'étude. »
« La meilleure possibilité pour examiner les dimensions non-quantifiables dans la situation éducative est la psychologie des profondeurs. Car elle est enracinée dans le travail de Carl Jung, et offre à l'éducateur une manière très humaine et humaniste d'envisager de manière pratique les interactions avec les étudiants. »

## Ouvrages
- Jung and education; elements of an archetypal pedagogy, Rowman & Littlefield, 2005
- Inside Education: Depth Psychology in Teaching and Learning (broché)